# The Show of Shows: 100 Years of Vaudeville, Circuses and Carnivals
The Show of Shows: 100 Years of Vaudeville, Circuses and Carnivals, más conocida como The Show of Shows o como The Golden Age of Circus: The Show of Shows, es una película documental islandesa y británica de 2015 que muestra un recopilatorio de imágenes y vídeos inéditos cedidos por el National Fairground Archive, sobre circos, vodevil y ferias, dirigida por Benedikt Erlingsson, con una banda sonora creada por el compositor islandés Hilmar Örn Hilmarsson y algunos miembros de la banda Sigur Rós. Se realizó por encargo para la serie de documentales Storyville de la BBC North.

## Sinopsis
Una crónica sobre los artistas de circo itinerantes, el cabaret, el vodevil y las atracciones de feria de los siglos XIX y XX, a través de imágenes inéditas y nunca antes vistas. Muestra algunos de los primeros espectáculos que asombraron al mundo y películas caseras de algunas familias de circo relevantes de la época.

## El documental

### Creación
El material usado para el montaje pertenece al National Fairground and Circus Archive de la Universidad de Sheffield, que datan desde los inicios del cine hasta 1960. Forman parte del documental, películas caseras de familias circenses, vídeos de payasos, acróbatas, funambulistas, hombres bala y escapistas, así como actos de cabaret, atracciones de feria, espectáculos y teatro de variedades. También incluye escenas de animales y niños actuando como entretenimiento para demostrar cómo han cambiado los tiempos y las actitudes sobre este tipo de números.

### Banda sonora
La banda sonora fue realizada por encargo para el documental, por Georg Holm y Orri Páll Dýrason, miembros de la banda Sigur Rós y por compositor Hilmar Örn Hilmarsson. El álbum que está conformado por canciones instrumentales, fue lanzado con el título: Circe. Music Composed For The Show Of Shows, el 28 de agosto de 2015 por el sello Krunk.

### Proyecciones
En 2015, se estrenó en la inauguración del Sheffield Doc/Fest, el mayor festival de documentales del Reino Unido, se proyectó en la sección Zabaltegi del Festival Internacional de Cine de San Sebastián, y en la sección Kinoscope del Festival de Cine de Sarajevo. Se mostró Storyville de la BBC Four el 17 de enero de 2016 con el título: The Golden Age of Circus: The Show of Shows.

## Premios y reconocimientos
En 2015, recibió el Prix Uverciné que otorga el jurado del Festival Univerciné Britannique. Este festival forma parte de uno de los cuatro ciclos de cine europeo (alemán, británico, italiano y ruso) que se celebra anualmente en Nantes.